# Rudolf Tobias
Rudolf Tobias (29. května 1873, Käina – 29. října 1918, Berlín) byl první estonský profesionální skladatel a varhaník. Vystudoval konzervatoř v Petrohradě. Jeho jménem byla pojmenována ulice v Tallinnu, jeho jméno nese též dětská hudební škola v Kärdle, hlavním městě jednoho rodného ostrova Hiiumaa. Na ostrově je v rodném městečku Käina též zřízeno malé Muzeum Rudolfa Tobiase Archivováno 14. 4. 2023 na Wayback Machine. s expozicí věnovanou jeho životu a dílu.
Tobiasova podobizna byla vyobrazena na bankovce v hodnotě padesáti estonských korun.